# Klaas Dijkstra Academieprijs
De Klaas Dijkstra Academieprijs werd tussen 2002 en 2018 door een wisselende vakjury toegekend en uitgereikt aan een eindexamenstudent beeldende kunst van Academie Minerva. 

## Lijst met winnaars Klaas Dijkstra Academieprijs
- Carolina Burandt (2018)
- Mylan Hoezen (2017)
- Yanthe van Nek (2016)
- Wim Warrink (2015)
- Simon Niks (2014)
- Laura Bolscher (2013)
- Astrid Schrage (2012)
- Vena Naskrecka (2011)
- Evelien de Rijke (2010)
- Aafke Weller (2009)
- Louise Uspessij (2008)
- Marieke Tempelman (2007)